# Sarah Harris Fayerweather
Sarah Harris Fayerweather (Norwich (Connecticut), 16 april 1812 – Kingston (Rhode Island), 16 november 1878) was een Amerikaanse activist, abolitionist en ze maakte zich sterk voor schoolintegratie van Afro-Amerikanen.

## Biografie

### Vroege leven en scholing
Sarah Harris werd geboren als een dochter van William Monteflora Harris en Sally Prentice Harris en ze was het op een na oudste kind in een gezin van twaalf kinderen. Haar familie was van Afrikaanse en Amerikaans-inheemse afkomst. In januari 1832 kocht haar vader een boerderij in de buurt van Canterbury, Connecticut. In datzelfde jaar wilde Sarah Harris Fayerweather leerling worden op de Canterbury Female Boarding School, waar tot dan toe alleen maar blanken werden toegelaten. Ze zag een eventuele toelating tot de school als een eerste stap in haar droom les te kunnen geven aan Afro-Amerikaanse kinderen. De docente van de school, Prudence Crandall, stond haar in 1833 toe om toe te treden tot de school.
Het feit dat Sarah Harris Fayerweather werd toegelaten op een blanke school zorgde voor veel discussie in Canterbury, maar ook in het land. In een poging haar van school te krijgen haalden de ouders van de blanke kinderen hun van school af. Dit sterkte Crandall alleen maar in haar besluit om vol te houden en later kwam ze met het plan om een school op te richten voor jonge vrouwen van kleur. De school wist veel gekleurde leerlingen aan te trekken, waaronder uit de steden Boston en Philadelphia. Op 24 mei 1833 werd een amendement in de staat Connecticut aangenomen waarbij scholen voor gekleurde mensen werden verboden. Hierdoor werd Prudence Crandall in juli van dat jaar opgepakt om na een korte tijd weer vrijgelaten te worden.
Ondanks de vele aanvallen op de school van Crandall bleven Sarah Harris en vele andere Afro-Amerikaanse vrouwen les krijgen op de school. Uiteindelijk was ze na een brandstichting in september 1834 toch noodgedwongen om de school te sluiten.

### Huwelijk en latere leven
Op 28 november 1833 huwde Sarah Harris met de tien jaar oudere George Fayerweather die net zoals zij van gemixte achtergrond was. De grootvader van George Fayerweather was een inheemse Sachem. Sarah Harris kreeg acht kinderen in haar huwelijk met George Fayerweather. Ondanks dat de bronnen over haar latere leven schaars zijn is het bekend dat ze een voorvechter was voor Burgerrechten voor de Afro-Amerikanen en haar huis werd een centrum van anti-slavernij activiteiten. Ze onderhield ook nauwe contacten met William Lloyd Garrison en Frederick Douglass.
George Fayerweather overleed in 1869 en Sarah Harris zou negen jaar later sterven aan een zwelling in de nek. Ze werd begraven in de Old Fernwood Cemetery in Kingston.